# Episema escalerai
Episema escalerai là một loài bướm đêm trong họ Noctuidae.